# Evangelická církev metodistická

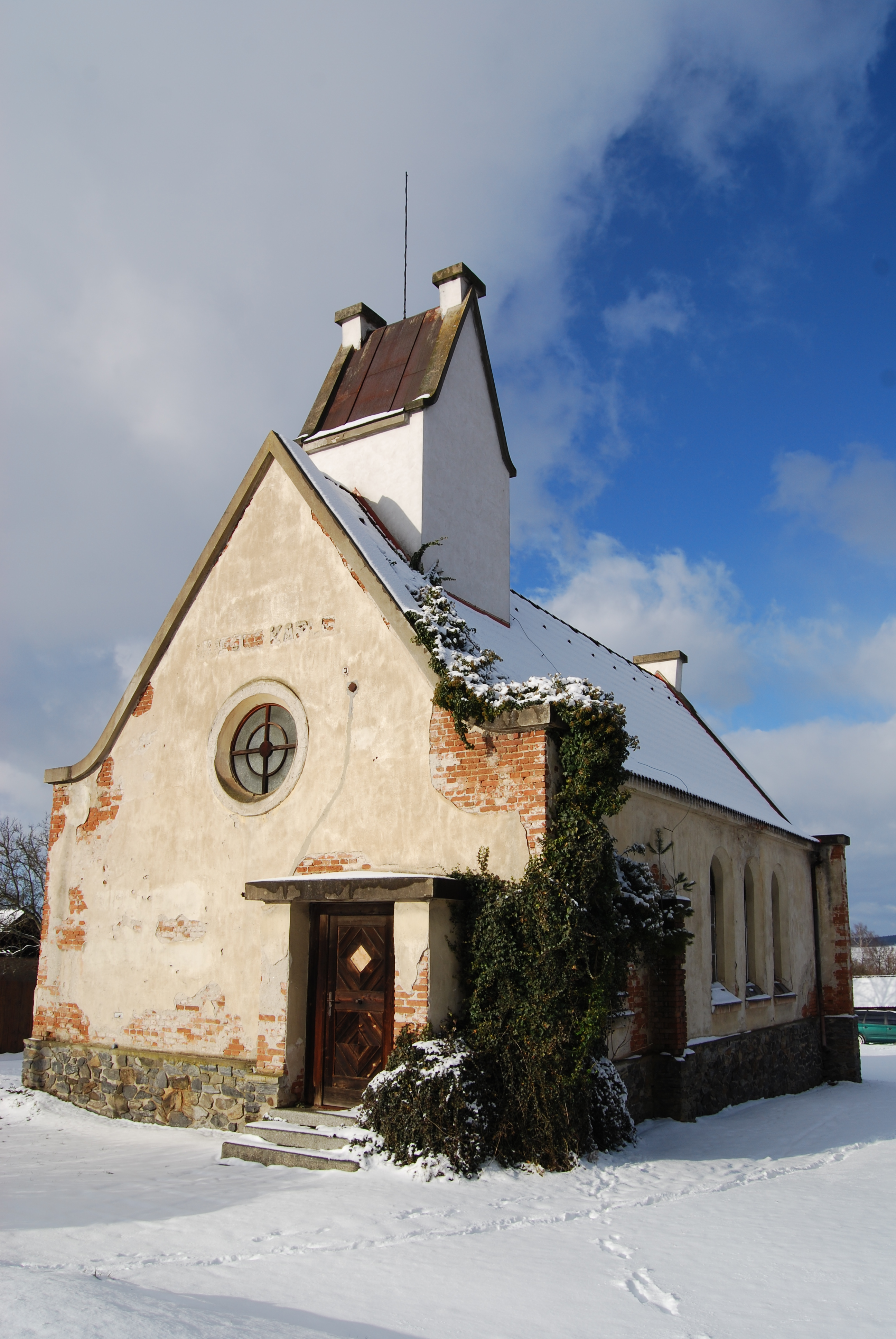
Bývalá metodistická Husova kaple v Bernarticích na Písecku

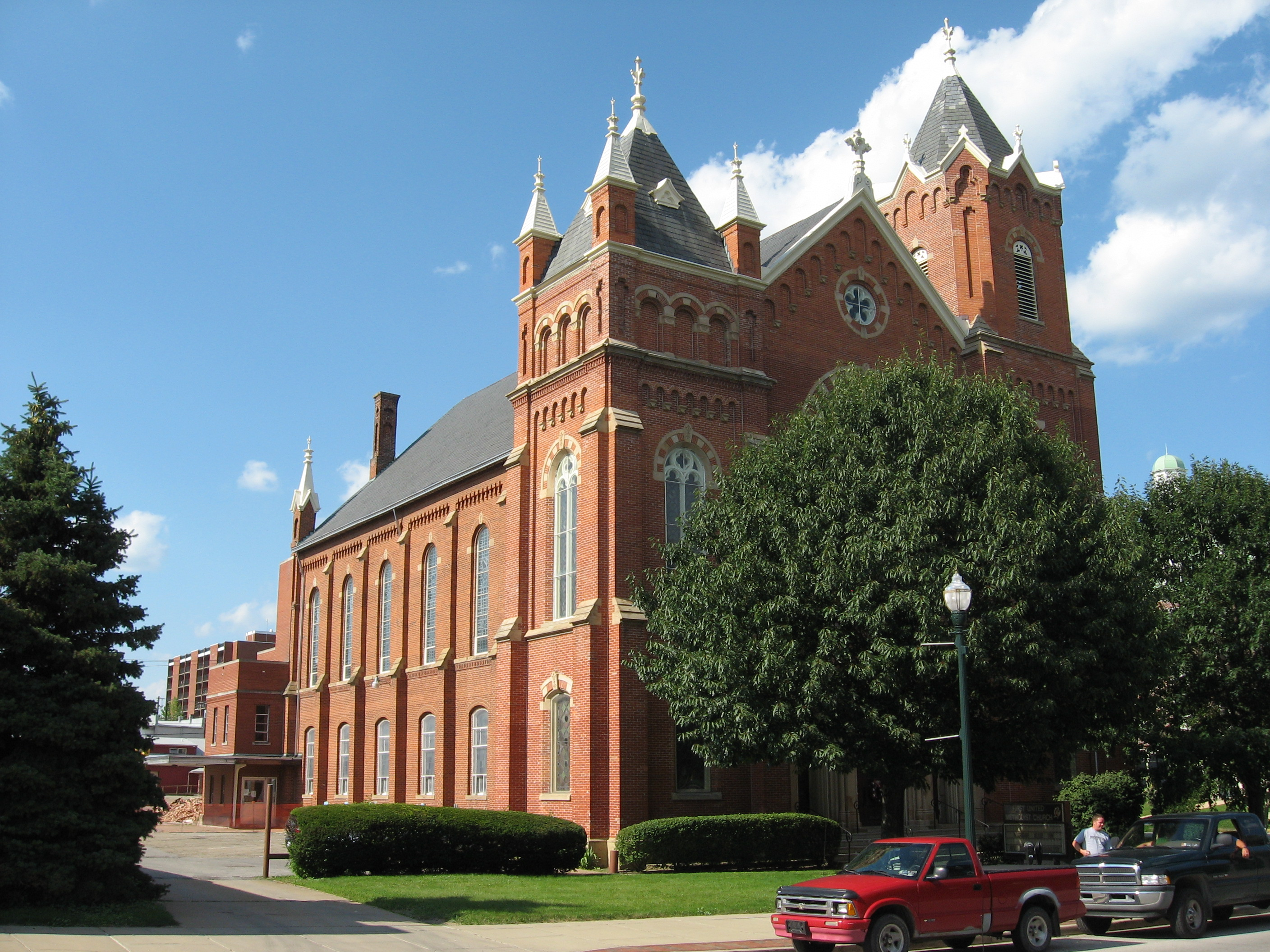
Metodistický kostel ve městě Washington (Pennsylánie)

Věková struktura osob, které se při sčítání obyvatelstva 2011 hlásily k Evangelické církvi metodistické v ČR

Evangelická církev metodistická je křesťanská církev hlásící se k odkazu světového hnutí metodismu. Zakladatelem tohoto hnutí byl anglikánský duchovní a křesťanský teolog John Wesley (1703–1791). Ve svých počátcích byli metodisté vzhledem k významu, který přikládali zpěvu a písním, označováni jako „zpívající hnutí“.

## Vznik metodismu
John Wesley vždy chápal metodismus jako misii uvnitř anglikánské církve. Typickou systematičnost, podle níž dostalo celé hnutí název, lze najít u Zuzany Wesleyové, jeho matky. Ta měla pro každé ze svých dětí vyhrazen čas v týdnu k osobnímu hovoru. Během svých studií na Oxfordské univerzitě se Wesley spolu s přáteli a svým bratrem Charlesem rozhodl scházet k četbě Nového zákona v původním jazyce.
Skupinka dostala hanlivý název „svatý klub“. Mladý Wesley horlil pro konání dobrých skutků a prohlubování zbožného života. Tato horlivost ho přivedla též, jako ordinovaného faráře, do Savannah v anglické kolonii Georgii. Zde si svými přísnými požadavky znepřátelil své farníky a po tomto neúspěchu se vrátil zpět do Anglie. Komentoval to slovy „jel jsem obracet na víru indiány, kdo však obrátí mne?“. Při svém návratu se setkal se členy ochranovské jednoty bratrské, kteří jej zásadním způsobem ovlivnili.
Ve středu 24. května 1738, asi v 20.45, byl Wesley ve společenství v ulici Aldersgate. Během četby Lutherovy předmluvy k Epištole k Římanům, právě když předčítali oddíl, v němž popisuje změnu, kterou Bůh působí v srdci prostřednictvím Krista, dospěl Wesley k osobní víře v Krista a hlubšímu pochopení učení reformace. Do té doby byla jeho teologie spíš teologií dobrých skutků, od té doby teologii víry, která vyústí do činění dobrých skutků. Tato událost znamenala radikální obrat v jeho životě i změnu jeho teologie a nasměrování celého hnutí.
Wesley se krátce poté vydal přes Holandsko do Ochranova (německy Herrnhut), kde byl několik dní hostem jednoty bratrské. Zde si podrobně zaznamenával obsah kázání, osobní svědectví řady lidí, sborové zřízení a praxi sborového života, kterou pak v mnohém převzal pro své sbory. V Londýně se setkal také s Moravskými bratry.
Hnutím je možné metodismus nazývat od čtyřicátých let 18. století. Vznikal působením nejen Johna Wesleyho a jeho bratra Charlese, ale i dalších kazatelů a misionářů, kteří cestovali po Británii a Irsku, kázali a následně zakládali náboženská společenství pro duchovní rozvoj věřících. Tato společenství existovala po celé Anglii, Skotsku, Walesu a Irsku ještě předtím, než se metodismus rozšířil do dalších anglicky mluvících států a do celého světa.
V Anglii se rozšířil například mezi horníky a stál za významnou prevencí alkoholismu. Tyto zejména ohrožené skupiny Wesley sdružoval do tzv. tříd pro systematickou práci s nimi. Kvůli svým postojům měl Wesley zakázáno kázat v anglikánských kostelech, a proto kázal pod širým nebem a mj. i na hrobě svého otce.
Typickým rysem metodismu byla sociální práce (navštěvování nemocných, pomoc chudým) ale i spoléhání na Boží moc a moc modlitby.

### Metodismus v USA
Později se hnutí přeneslo také do USA, kde vznikla samostatná metodistická církev. John Wesley upravil roku 1784 pro potřeby amerických společenství 24 článků víry anglikánské církve, později američtí metodisté přidali 25. článek o nezávislosti nového státu a roku 1939 byl přidán ještě nečíslovaný článek o posvěcení.

### Důrazy
Metodistické učení klade důraz zejména na následující aspekty:
- všeobecné vykoupení
- pokání
- ospravedlnění z víry
- potřeba znovuzrození
- svědectví Ducha svatého (vnitřní jistota víry)

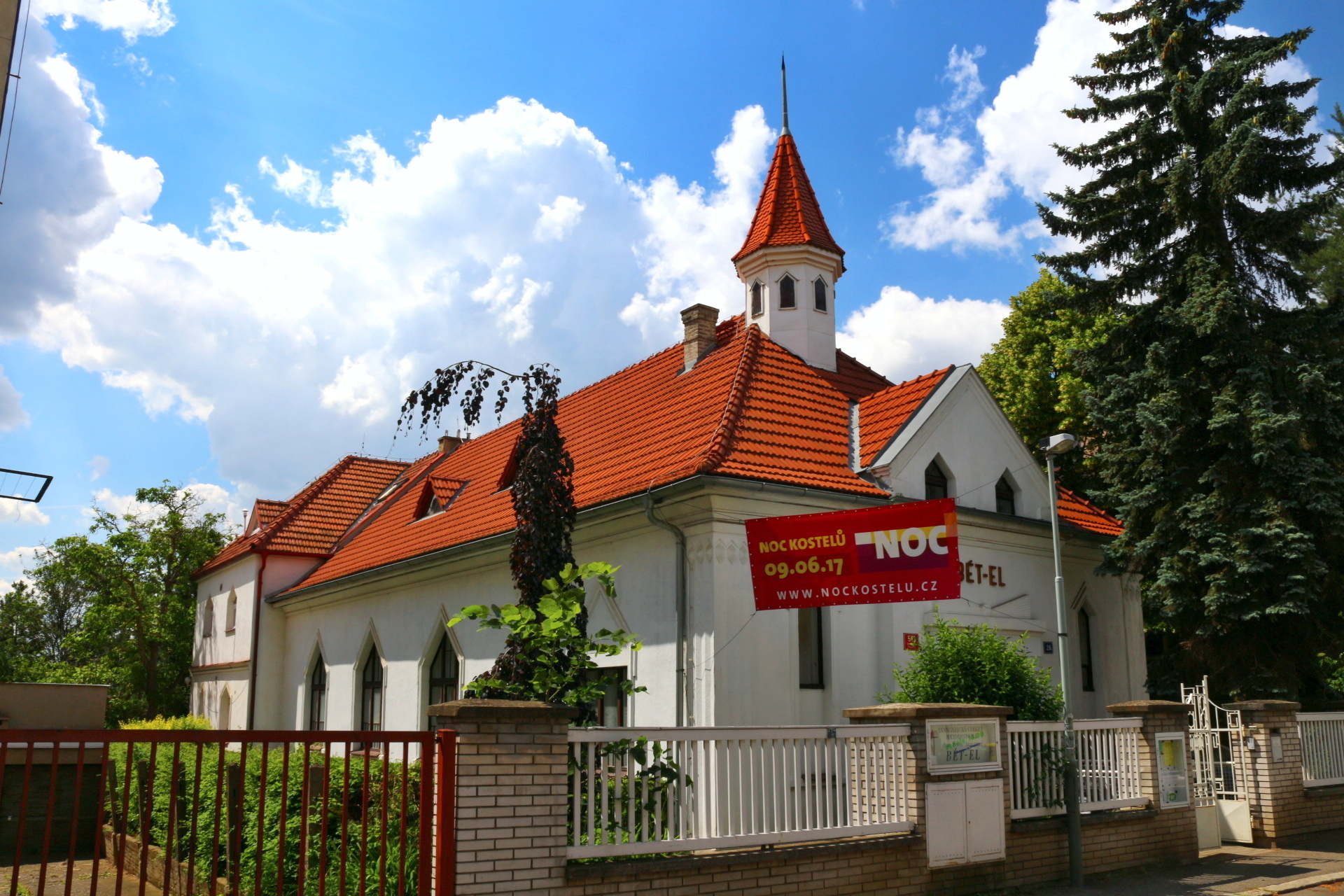
Bét-El, metodistická modlitebna v Praze-Strašnicích

- svatost a posvěcení života
- možnost konečného odpadlictví
- kázání i laiků včetně žen

## Metodismus vČesku
Metodismus v Česku vznikl působením česky mluvících misionářů metodistické církve z Texasu. Kazatelé byli motivováni myšlenkou, že metodismus vděčí právě českým zemím jako kolébce jednoty bratrské mnoho za to, že John Wesley uvěřil působením ochranovských misionářů, a že by těmto zemím měli splatit svůj dluh. Hlavním heslem misie bylo Národe Husa a Komenského, vrať se ke Kristu! Charita církve se věnovala zejména sirotkům.
V roce 1920 byl vyslán do Prahy dr. Josef Dobeš (1876–1960) a byly dohodnuty tři oblasti působení: zvěstování evangelia, šíření křesťanské literatury a rozvinutí sociální práce. Lidé, kteří uvěřili při shromážděních konaných nejprve ve stanech, byli nejprve vyzýváni, aby se připojili k některé ze stávajících evangelických církví. Někteří se ale přihlásili k členství v církvi metodistické, a tak bylo v roce 1921 založeno několik sborů, když předtím roku 1920 probíhala stanová evangelizační shromáždění. Za začátek činnosti se pokládá datum 3. října 1920.
Za německé okupace a po druhé světové válce služba církve strádala.
Po listopadu 1989 proběhly evangelizace a postupně došlo k rozvoji sborů, někde také k založení kazatelských stanic či osamostatnění dalších sborů. V současné době má církev sbory v Praze 2, v Horních Počernicích, Strašnicích, Plzni-Lochotíně, v Plzni v centru (sbor Maranatha), v Tachově, Třeboni, Protivíně, Litoměřicích, Jihlavě, Mikulově a Brně. Obnovená charita se věnuje zejména práci s mládeží, provozuje azylové domy pro bezdomovce, pro matky s dětmi, nízkoprahová zařízení atd.
Roku 2022 se od české církve osamostatnila církev slovenská. Roku 2023 se česká ECM rozhodla odloučit od celosvětové Sjednocené metodistické církve (UMC).
| Brno Jihlava Litoměřice Mikulov Plzeň 1-Lochotín Plzeň 3-Husova Praha 2-Nové Město Praha 9-Horní Počernice Praha 10-Strašnice Protivín Tachov Třeboň Slaný Farnosti Evangelické církve metodistické |